# Brückenauer Rhönallianz
Die Brückenauer Rhönallianz ist der Zusammenschluss der acht Kommunen Bad Brückenau, Geroda, Motten, Oberleichtersbach, Riedenberg, Schondra, Wildflecken und Zeitlofs im nordwestlichen Teil des Landkreises Bad Kissingen sowie am südlichen Rand des Naturparkes Bayerische Rhön und des Biosphärenreservates Rhön. Die Stadt Bad Brückenau bildet mit dem Staatsbad das Zentrum der Allianz; umgeben von meist ländlich geprägten Dörfern und Märkten; und ist Namensgeberin der Organisation.
Sie wurde im Sommer 2014 gegründet. Seit 1. Februar 2015 arbeitet Uwe Schmidt als Allianzmanager für die Brückenauer Rhönallianz und koordiniert die Arbeit der Organisation.
Ziele der Brückenauer Rhönallianz sind die interkommunale Zusammenarbeit, die Stärkung der Ortszentren durch ein eigenes Förderprogramm, die Erarbeitung von gemeindeübergreifenden Entwicklungsstrategien und konkreten Projekten, um die Lebens- und Arbeitsbedingungen für die Bewohner zu verbessern, die wirtschaftliche Wettbewerbsfähigkeit der Region zu erhalten und die touristische Attraktivität zu steigern.